# Berta Ambrož

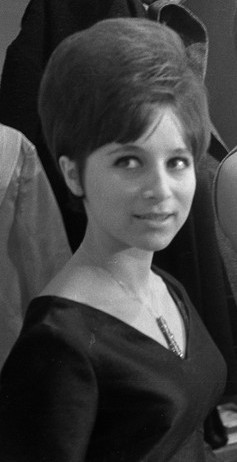
Berta Ambrož (1965)

Berta Ambrož (* 29. Oktober 1944 in Tržič; † 1. Juli 2003) war eine jugoslawische Sängerin.

## Leben
Ihre Karriere begann im Jahr 1965.
Sie vertrat Jugoslawien beim Eurovision Song Contest 1966 mit dem Lied Brez besed (komponiert von Mojmir Sepe, getextet von Elza Budau). Dies war der erste ESC-Beitrag in slowenischer Sprache, er erreichte den 7. Platz. Der spanische Beitrag Eres tú, der beim Eurovision Song Contest 1973 den 2. Platz belegte, wurde als Plagiat dieses Liedes bezeichnet, aber dennoch nicht disqualifiziert.
Im Jahr 1969 zog sich Berta Ambrož ins Privatleben zurück, sie lebte in Kranj.